# Deiniol
Svatý Deiniol také Daniel byl podle tradice první biskup Bangoru.

## Život
Podle hagiografického díla Život Deiniola byl synem opata Dunoda Fawra, který byl synem krále Pabo Post Prydaina z Hen Ogledd. Rodina ztratila svou půdu a byla jim dána půda od powyského krále Cyngena Glodrydda.
Deiniol se rozhodl pro zasvěcený život a podle některých zdrojů studoval u svatého Cadoga. Sir David Trevor popisuje Deiniola jako jednoho ze sedmi požehnaných bratranců, kteří strávili část svého raného života jako poustevníci ale byl povolán, aby se stal biskupem navzdory nedostatkům v jeho formálním vzdělání. Deiniol odešel brzy z Powys do Gwyneddu, kde s pomocí krále Maelgwn Gwynedda založil klášter v Bangoru. Král mu daroval území a povýšil ho poté na biskupa města. Vysvěcen byl roku 516 svatým Dubriciem.
Asi roku 545 se zúčastnil se Svatým Davidem koncilu v Brefi. Podle Annales Cambriae Deiniol zemřel roku 584 a byl pohřben na ostrově Enlli. Je možné že data uváděná pro smrt svatého Davida a svatou Kentigernu jsou posunuta o dvanáct let, než by mělo být, v takovém případě je správné datum rok 572.
Je mu zasvěcena katedrála v Bangoru.

## Liturgická oslava
Jeho svátek se slaví 11. září.